# Maduka Udeh
Maduka Christopher Udeh (Lagos, 3 settembre 1997) è un ex calciatore nigeriano, di ruolo difensore.

## Carriera

### Club
Il 20 luglio 2018 viene acquistato in prestito per una stagione dalla squadra slovacca del ViOn Z.M.
Libero da vincoli contrattuali, il 19 dicembre 2019 ha firmato un accordo con i norvegesi dell'Øygarden, valido a partire dalla stagione 2020.

## Statistiche

### Presenze e reti nei club
Statistiche aggiornate al 31 dicembre 2020.
| Stagione          | Squadra           | Campionato        | Campionato | Campionato | Coppe nazionali | Coppe nazionali | Coppe nazionali | Coppe continentali | Coppe continentali | Coppe continentali | Altre coppe | Altre coppe | Altre coppe | Totale | Totale | Totale |
| Stagione          | Squadra           | Comp              | Pres       | Reti       | Comp            | Pres            | Reti            | Comp               | Pres               | Reti               | Comp        | Pres        | Reti        | Pres   | Reti   |        |
| ----------------- | ----------------- | ----------------- | ---------- | ---------- | --------------- | --------------- | --------------- | ------------------ | ------------------ | ------------------ | ----------- | ----------- | ----------- | ------ | ------ | ------ |
| 2015-2016         | AS Trenčín        | SL                | 2          | 1          | CS              | 0               | 0               | -                  | -                  | -                  | -           | -           | -           | 0      | 0      |        |
| 2016-2017         | AS Trenčín        | SL                | 14         | 1          | CS              | 2               | 0               | UCL+UEL            | 4+2                | 0                  | -           | -           | -           | 22     | 1      |        |
| Totale AS Trenčín | Totale AS Trenčín | Totale AS Trenčín | 16         | 2          |                 | 2               | 0               |                    | 6                  | 0                  |             | -           | -           | 24     | 2      |        |
| 2017-2018         | Tatran Prešov     | SL                | 25         | 1          | CS              | 1               | 0               | -                  | -                  | -                  | -           | -           | -           | 26     | 1      |        |
| lug.-dic. 2018    | ViOn Z.M.         | SL                | 7          | 1          | CS              | 3               | 0               | -                  | -                  | -                  | -           | -           | -           | 10     | 1      |        |
| 2020              | Øygarden          | 1D                | 18         | 1          | -               | -               | -               | -                  | -                  | -                  | -           | -           | -           | 18     | 1      |        |
| Totale carriera   | Totale carriera   | Totale carriera   | 66         | 5          |                 | 6               | 0               |                    | 6                  | 0                  |             | -           | -           | 78     | 5      |        |